# Benjamín Zavalía
Benjamín Manuel Zavalía (Santiago del Estero, 19 de septiembre de 1921-ibídem, 21 de diciembre de 1996) es un político y abogado argentino, que ocupó el cargo de Gobernador de Santiago del Estero siendo electo por la Unión Cívica Radical del Pueblo (UCR-P) entre el 23 de mayo de 1963 y el 27 de junio de 1966, cuando es depuesto por un golpe militar. Fue vocal del Banco Central de la República Argentina desde el mes de diciembre del año 1983 hasta el año 1987. Presidió la Unión Cívica Radical de la Provincia de Santiago del Estero en los años 1973, 1977 y 1983. Profesor de la Cátedra de Economía Política y Derecho Financiero de la Facultad de Derecho y Ciencias Sociales de la Universidad Nacional de Tucumán.[cita requerida]

## Biografía
Hijo del diputado Juan Oviedo Zavala quien dentro de la Unión Cívica Radical, fue concejal y diputado provincial durante la llamada Década Infame.
Zavalía se había postulado por primera vez en las elecciones provinciales de marzo de 1962, pero fue derrotado por el médico de origen árabe Abraham Abdulajad, quien pertenecía al partido Tres Banderas, apoyado por el peronismo que se encontraba proscripto. En aquella elección quedó en segundo puesto, pero derrotando al candidato de la Unión Cívica Radical Intransigente, que contaba con el apoyo de Arturo Frondizi, Guillermo Chazarreta. Sin embargo, ante el resultado adverso al gobierno nacional, se dispuso la intervención de la provincia junto con todas aquellas en las que triunfó el peronismo. Frondizi es derrocado por un golpe militar, y el nuevo gobierno convoca a elecciones nuevamente en 1963. En esta ocasión, resultó elegido tras imponerse sobre Hugo Catella, radical del Partido Provincial.
Durante su gestión se creó la Corporación del río Dulce.
Fue derrocado en 1966 por la autoproclamada Revolución Libertadora.
Fue nuevamente candidato a gobernador en 1983, con el apoyo de Raúl Alfonsín.José Luis Zavalia, uno de sus diez hijos, fue Diputado Nacional, candidato a Gobernador dos veces intendente de la capital santiagueña por el radicalismo. Falleció a los 75 años de edad el sábado, 21 de diciembre de 1996 en Santiago del Estero, Argentina.
Escribió obras políticas tales como: "La Reparación".

## Familia y homenajes
Es hijo de Benjamín Humberto Zavalía y Josefa Angélica Argañaraz. 
Tuvo diez hijos con Amalia Guerrini. Su hijo José Luis Zavalía se desempeñó como diputado Nacional e Intendente de Santiago del Estero, además de ser candidato en reiteradas oportunidades a gobernador. Una calle de Santiago del Estero lleva su nombre.